# سالم السليم
سالم أحمد السليم (مواليد 14 مارس 1999) ، لاعب وسط كرة قدم سعودي يلعب في نادي الصفا.

## مسيرة اللاعب
مثل نادي النجوم في الفئات السنية وانتقل إلى الهلال في عام 2015 و صعد للفريق الأول عام 2019 .

### برنامج الابتعاث الخارجي
انضم لبرنامج الابتعاث السعودي لكرة القدم 2019 مع مجموعة من اللاعبين للابتعاث الخارجي لاكتساب الخبرات والمشاركة أمام فرق من مختلف الدرجات في إسبانيا وغيرها من الدول الأوروبية.
بعد عودته لعب مع نادي الدرعية ونادي نجران ونادي الصفا.

## روابط خارجية
- سالم السليم على موقع Soccerway.com (الإنجليزية)
- سالم السليم على موقع كووورة